# Butjadingen

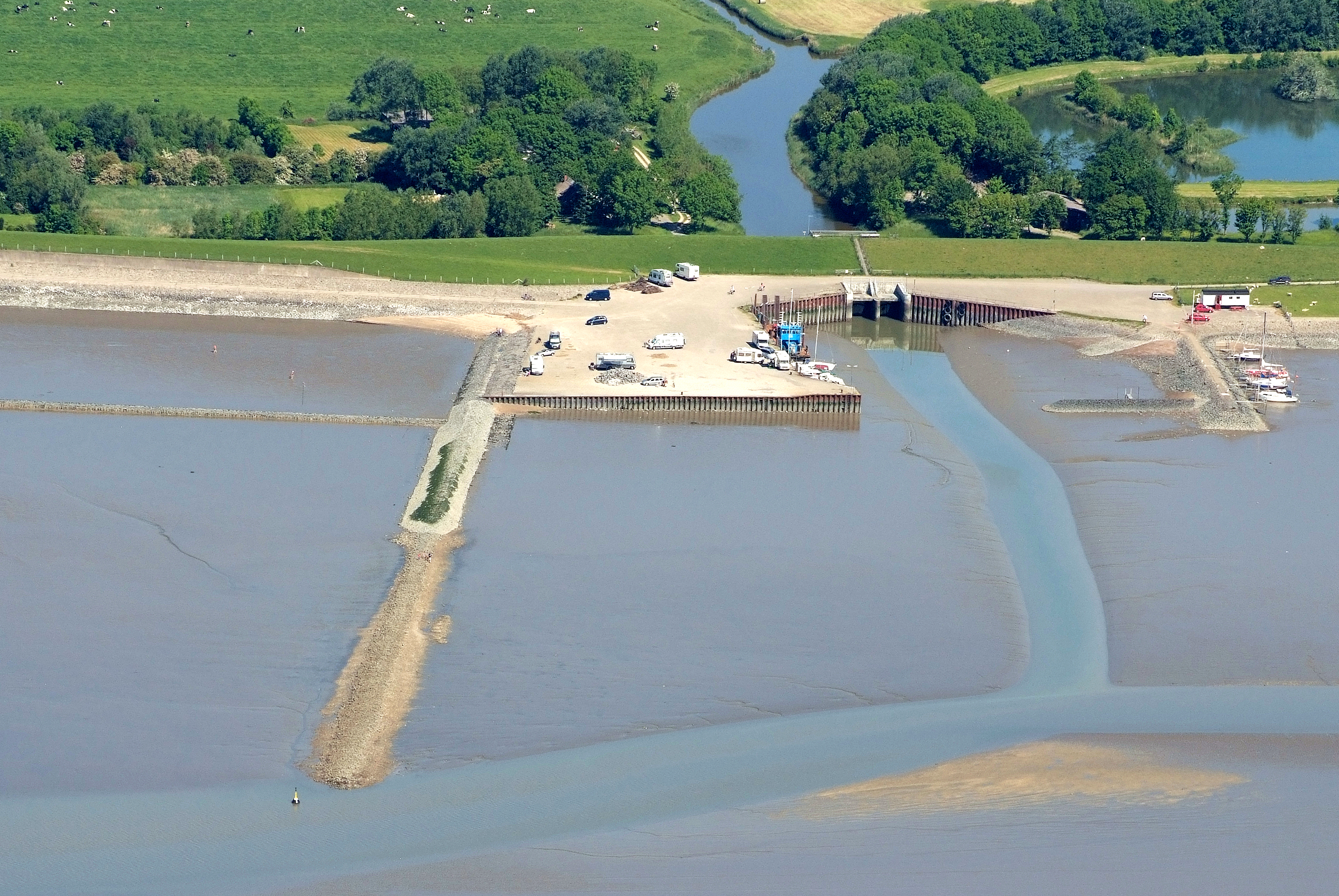
Eckwarder Ahndeich

Butjadingen ist eine Gemeinde im Landkreis Wesermarsch im nordwestlichen Niedersachsen. Sie liegt auf der gleichnamigen Halbinsel an der deutschen Nordseeküste, die im Südwesten an den Jadebusen, im Westen und Nordwesten an die Innenjade sowie im Osten und im Nordosten an die Weser und deren Mündung grenzt. Zugleich ist die Gemeinde Butjadingen Teil der historischen Landschaft Butjadingen, in der im Mittelalter und in der frühen Neuzeit der friesische Stamm der Butjadinger lebte.
Ein konkreter Ort mit dem Namen „Butjadingen“ existiert nicht, sondern Butjadingen ist nach der Verwaltungs- und Gebietsreform 1974 aus den Gemeinden Langwarden, Burhave und Stollhamm als neue Gemeinde mit Sitz in Burhave hervorgegangen.

## Geografie

### Geografische Lage
Die Gemeinde Butjadingen nimmt den nordwestlichen Teil der gleichnamigen Halbinsel Butjadingen ein. Die Umgebung besteht aus Marschland und ist recht dünn besiedelt.

### Nachbargemeinden
Die Gemeinde ist zum größten Teil von der Nordsee umgeben. Im Osten und Südosten grenzt sie an die Stadt Nordenham und im Süden an die Gemeinde Stadland. Alle drei Kommunen sind Teil des Landkreises Wesermarsch und bilden den nördlichen Teil des Landkreises.

### Gemeindegliederung
Zur Gemeinde gehören die folgenden Ortsteile, geordnet nach Gemarkungen (Gmk.):
- Gmk. Langwarden
  - Langwarden
  - Fedderwardersiel (N)
  - Roddens
  - Niens
  - Ruhwarden
  - Seeverns
  - Süllwarden
- Gmk. Stollhamm
  - Stollhamm
  - Iffens
- Gmk. Burhave
  - Burhave (N)
  - Isens
  - Sillens
- Gmk. Eckwarden
  - Eckwarden
  - Eckwarderhörne
- Gmk. Tossens
  - Tossens (N)
- Gmk. Waddens
  - Waddens

(N) = Nordseebad

## Geschichte

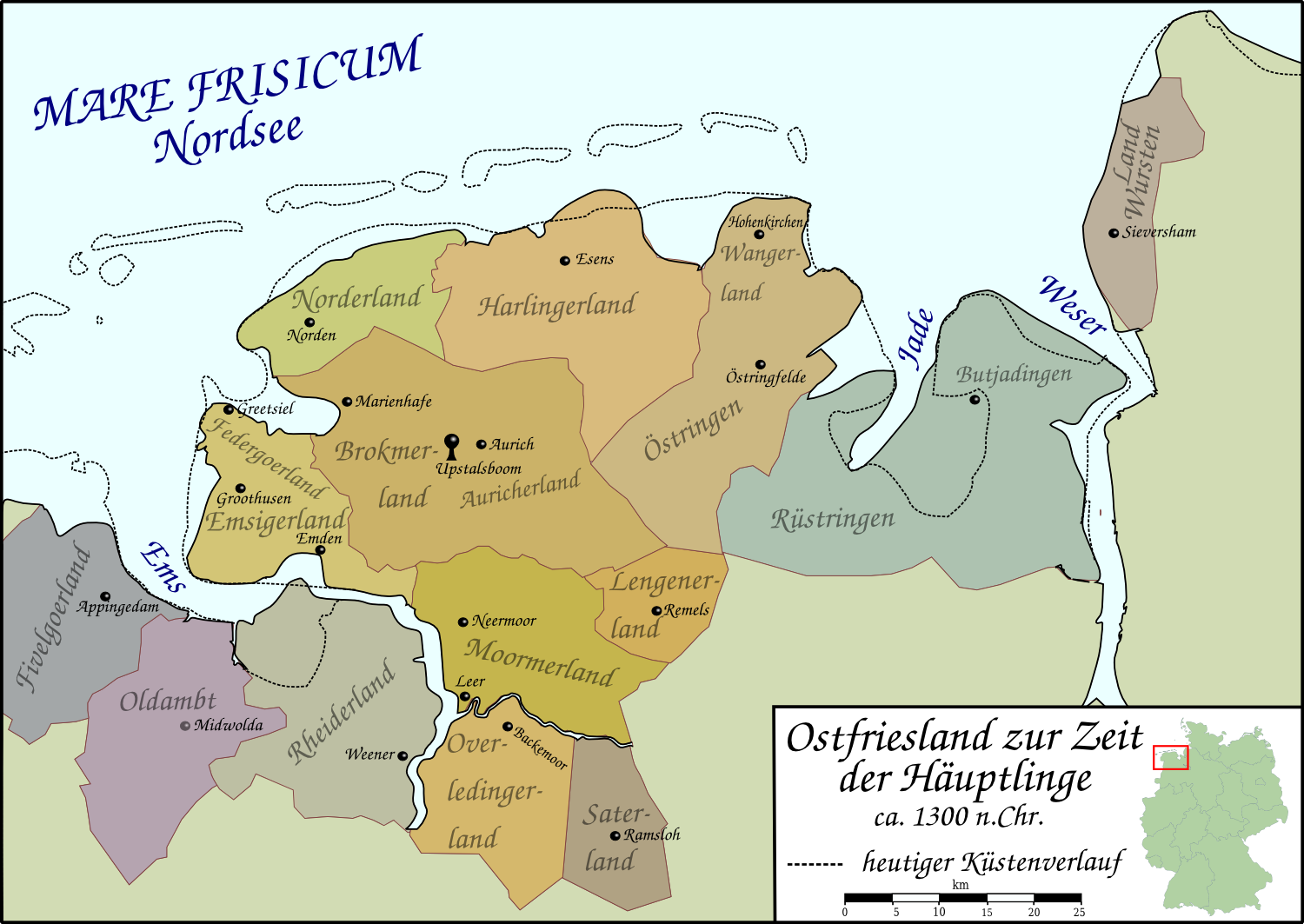
Gau Rüstringen in den Friesischen Seelanden

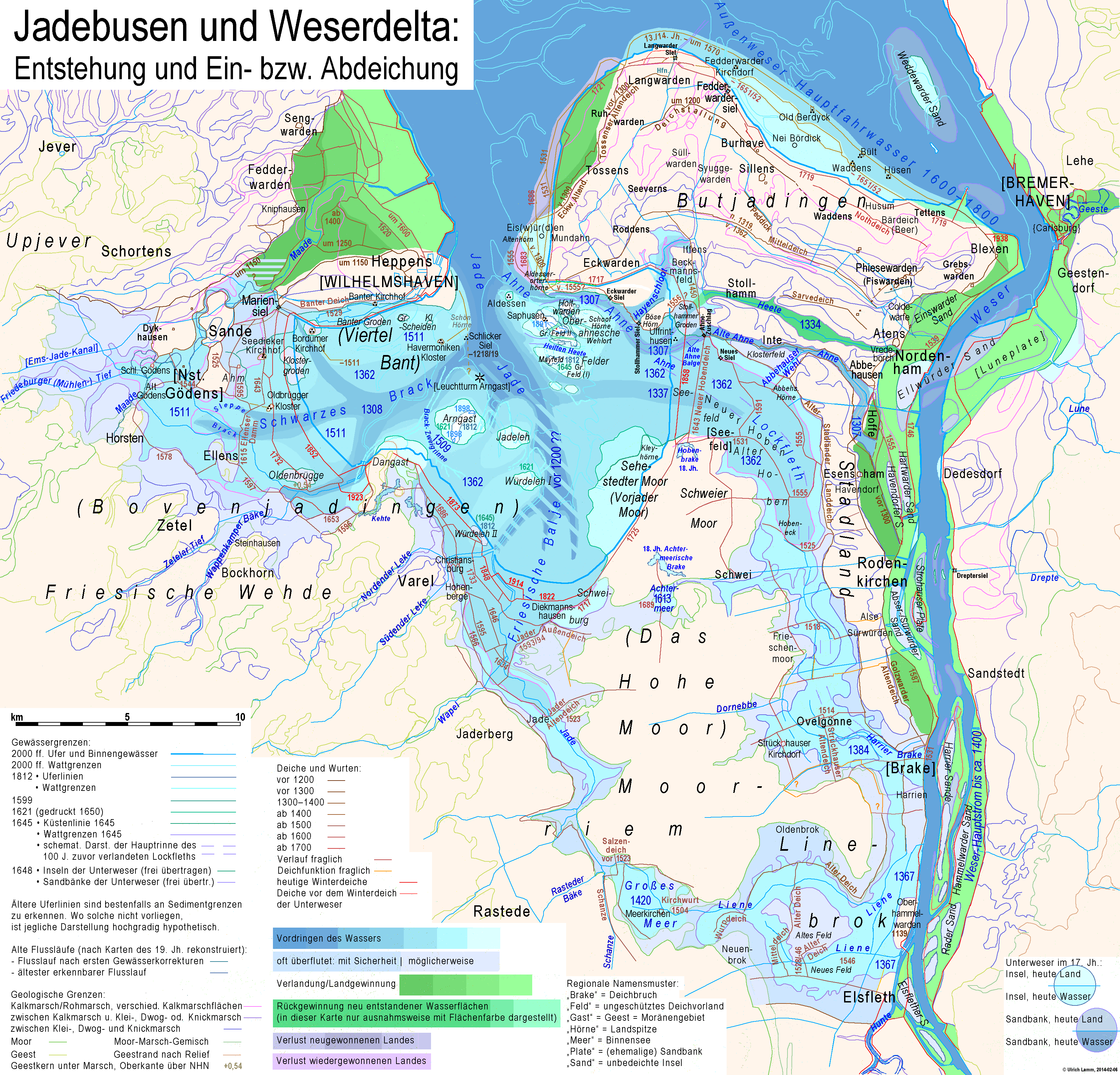
Die Insel Butjadingen im späten Mittelalter und in der frühen Neuzeit
→ Vergrößerungen: • 33 %, • 50 %

Amt Butjadingen um 1900

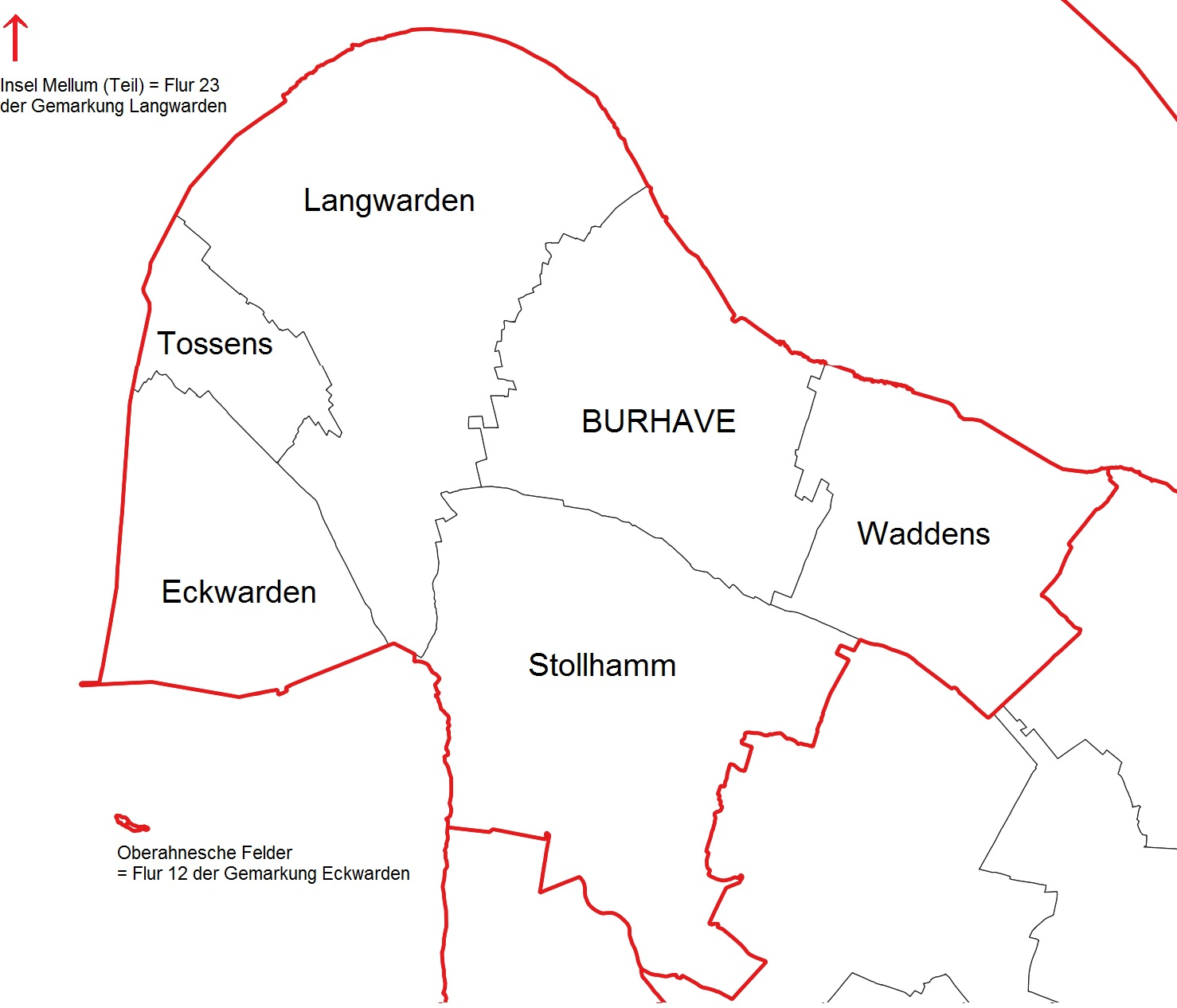
Die sechs Gemarkungen auf dem Gebiet der Gemeinde Butjadingen, die in ihrer Ausdehnung etwa den sechs ursprünglichen Gemeinden entsprechen

Die Gemeinde Butjadingen liegt auf der Halbinsel Butjadingen, die sich im Mittelalter gebildet hat, als große Sturmfluten den Verlauf der heutigen Nordseeküste gestalteten. Nach der Zweiten Marcellusflut 1362 war Butjadingen zeitweise eine Insel nördlich der Heete. Die beiden durch das Wasser der stetig größer werdenden Jade (Innenjade und Jadebusen) geteilten Reste des friesischen Gaus Rüstringen wurden fortan Bovenjadingen (links der Jade gelegen) und Butjadingen (rechts der Jade) genannt. Der Name leitet sich von niederdeutsch „buten“ (= außen, außerhalb, jenseits) und „Jade“ ab. Das Wort „Butjadingen“ bezeichnet also das „Land jenseits der Jade“ (aus der Sicht der Landschaften, in denen die Mehrheit der Friesen lebte).
Bis ins Mittelalter gehörte das Gebiet zur autonomen friesischen Landesgemeinde Rüstringen, der terra Rustringie, in der die friesische Freiheit galt und die Mitglied der Friesischen Seelande war. Nach außen hin wurden die Landesgemeinden durch die Redjeven vertreten. Ab dem 14. Jahrhundert setzte sich in Rüstringen, wie auch im übrigen Friesland, ein Häuptling an die Spitze der Landesgemeinde. Erst nach verlustreichen Schlachten („Lewer dod as sklav“) wurde Butjadingen ab 1385 von der Freien Reichsstadt Bremen und ab 1499 bzw. 1523 von den Grafen von Oldenburg beherrscht.
In der Vergangenheit wurden Rüstringen und Butjadingen mehrfach von schweren Sturmfluten getroffen, bei denen zahlreiche Orte für immer in den Fluten versanken (u. a. Tedlens, Langemehne, Bär, Alt-Waddens, Aldessen bzw. Oldersum). Eine der folgenreichsten Sturmfluten war die Weihnachtsflut 1717, der nahezu ein Drittel der Bevölkerung zum Opfer fiel und von der sich Butjadingen wirtschaftlich lange nicht erholte. Nach dieser Flut wurden jedoch unter der Leitung des oldenburgischen Oberlanddrosten Sehestedt die Deichlinien östlich des Jadebusens und westlich der Weser sturmflutfest gemacht, so dass die Landschaften Butjadingen und Stadland, welches zeitweilig ebenfalls auf einer Insel lag, wieder auf einer mit dem Festland verbundene Halbinsel lagen.
Mit dem Jade-Vertrag von 1853 verkaufte das Großherzogtum Oldenburg dem Königreich Preußen Land zum Bau eines Kriegshafens an der Nordseeküste. Auf dem Gebiet entstand das heutige Wilhelmshaven. Zu dem 340 Hektar großen Gebiet gehörte auch das Butjadinger Gelände rund um den Ort Eckwarderhörn, das Preußen zur Sicherung des Jadefahrwassers und der Hafenanlagen benötigte.
1879 wurde das Amt Butjadingen gebildet, das bis zur nächsten Verwaltungsreform von 1933 bestand. Zum Amt gehörten die Gemeinden Abbehausen, Atens (1908 umbenannt in Nordenham), Blexen, Burhave, Eckwarden, Esenshamm, Langwarden, Seefeld, Stollhamm, Tossens und Waddens.
1933 erfolgte per Verwaltungsreformgesetz der Zusammenschluss der Gemeinden Eckwarden, Tossens, Langwarden, Burhave, Waddens und Stollhamm zur neuen Gemeinde Burhave. Gleichzeitig wurde das Amt Butjadingen mit den Ämtern Brake und Elsfleth, der Gemeinde Altenesch aus dem Amt Delmenhorst sowie die Gemeinden Jade und Schweiburg aus dem Amt Varel zum neuen Amt Wesermarsch zusammengeschlossen.
1936 erfolgte die Umbenennung der Gemeinde Burhave in Gemeinde Butjadingen.
1937 wurden das preußische Wilhelmshaven und die oldenburgische Stadt Rüstringen zur neuen, nunmehr oldenburgischen Stadt Wilhelmshaven vereinigt. Im Groß-Hamburg-Gesetz wurden die Details geregelt. Unter anderem erfolgte die Rückgabe der Siedlung Eckwarderhörn an die Gemeinde Burhave. 1939 wurde aus dem Amt Wesermarsch der Landkreis Wesermarsch.
Anfang Mai 1945, zum Ende des Zweiten Weltkrieges, wurde Butjadingen durch kanadische Truppen besetzt. Ab 1946 stand Butjadingen unter britischer Militärverwaltung und wurde mit dem Land Oldenburg in das neu gegründete Land Niedersachsen eingegliedert. 1948 erfolgte eine weitere Gemeindereform und auf dem heutigen Gebiet der Gemeinde Butjadingen entstanden wieder die drei selbständigen Gemeinden Langwarden, Burhave und Stollhamm.

### Eingemeindungen
Mit der bisher letzten Verwaltungs- und Gebietsreform wurde am 1. März 1974 aus den eigenständigen Gemeinden Burhave, Langwarden und Stollhamm erneut die Gemeinde Butjadingen mit Sitz in Burhave gebildet.

## Politik

### Gemeinderat
Der Rat der Gemeinde Butjadingen besteht aus 18 Ratsfrauen und Ratsherren. Dies ist die festgelegte Anzahl für eine Gemeinde mit einer Einwohnerzahl zwischen 6.001 und 7.000 Einwohnern. Die 18 Ratsmitglieder werden durch eine Kommunalwahl für jeweils fünf Jahre gewählt. Die aktuelle Amtszeit begann am 1. November 2021 und endet am 31. Oktober 2026.
Stimmberechtigt im Gemeinderat ist außerdem der hauptamtliche Bürgermeister der Gemeinde.
Die vergangenen Gemeinderatswahlen ergaben folgende Sitzverteilungen:
| Gemeinderat 2021Insgesamt 18 Sitze - SPD: 4 - Grüne: 3 - UB: 3 - CDU: 6 - FDP: 2 | Partei                       | 2021     | 2016     | 2011     |
| Gemeinderat 2021Insgesamt 18 Sitze - SPD: 4 - Grüne: 3 - UB: 3 - CDU: 6 - FDP: 2 | CDU                          | 6        | 5        | 5        |
| Gemeinderat 2021Insgesamt 18 Sitze - SPD: 4 - Grüne: 3 - UB: 3 - CDU: 6 - FDP: 2 | SPD                          | 4        | 4        | 4        |
| Gemeinderat 2021Insgesamt 18 Sitze - SPD: 4 - Grüne: 3 - UB: 3 - CDU: 6 - FDP: 2 | Bündnis 90/Die Grünen        | 3        | 2        | 2        |
| Gemeinderat 2021Insgesamt 18 Sitze - SPD: 4 - Grüne: 3 - UB: 3 - CDU: 6 - FDP: 2 | Die Unabhängigen Butjadingen | 3        | 3        | 3        |
| Gemeinderat 2021Insgesamt 18 Sitze - SPD: 4 - Grüne: 3 - UB: 3 - CDU: 6 - FDP: 2 | FDP                          | 2        | 4        | 3        |
| Gemeinderat 2021Insgesamt 18 Sitze - SPD: 4 - Grüne: 3 - UB: 3 - CDU: 6 - FDP: 2 | Gesamt                       | 18 Sitze | 18 Sitze | 17 Sitze |
| Gemeinderat 2021Insgesamt 18 Sitze - SPD: 4 - Grüne: 3 - UB: 3 - CDU: 6 - FDP: 2 | 0                            |          |          |          |
| Gemeinderat 2021Insgesamt 18 Sitze - SPD: 4 - Grüne: 3 - UB: 3 - CDU: 6 - FDP: 2 | 0                            |          |          |          |

### Bürgermeister
Hauptamtlicher Bürgermeister der Gemeinde Butjadingen ist Axel Linneweber. Bei der letzten Bürgermeisterwahl am 17. Mai 2020 trat er als parteiloser Bewerber an und setzte sich im ersten Wahlgang mit 82,22 % der Stimmen gegen seinen Mitbewerber Olaf Michalowski durch. Diese Wahl konnte pandemiebedingt nur als Briefwahl stattfinden. Die Wahlbeteiligung lag bei 67,38 %. Vor seinem Amtsantritt am 1. Juli 2020 war Axel Linneweber, der seit dem 1. August 1990 bei der Gemeinde durchgängig beschäftigt war, zuletzt Leiter des Amtes für Bau und Bürgerdienste.

### Wappen
Das Wappen der Gemeinde Butjadingen zeigt in der linken Hälfte einen aufrecht stehenden Löwen und in der rechten Hälfte die zwei Oldenburger Balken. Die Farben der Gemeinde sind rot-gold (horizontal angeordnet).

## Kultur und Sehenswürdigkeiten

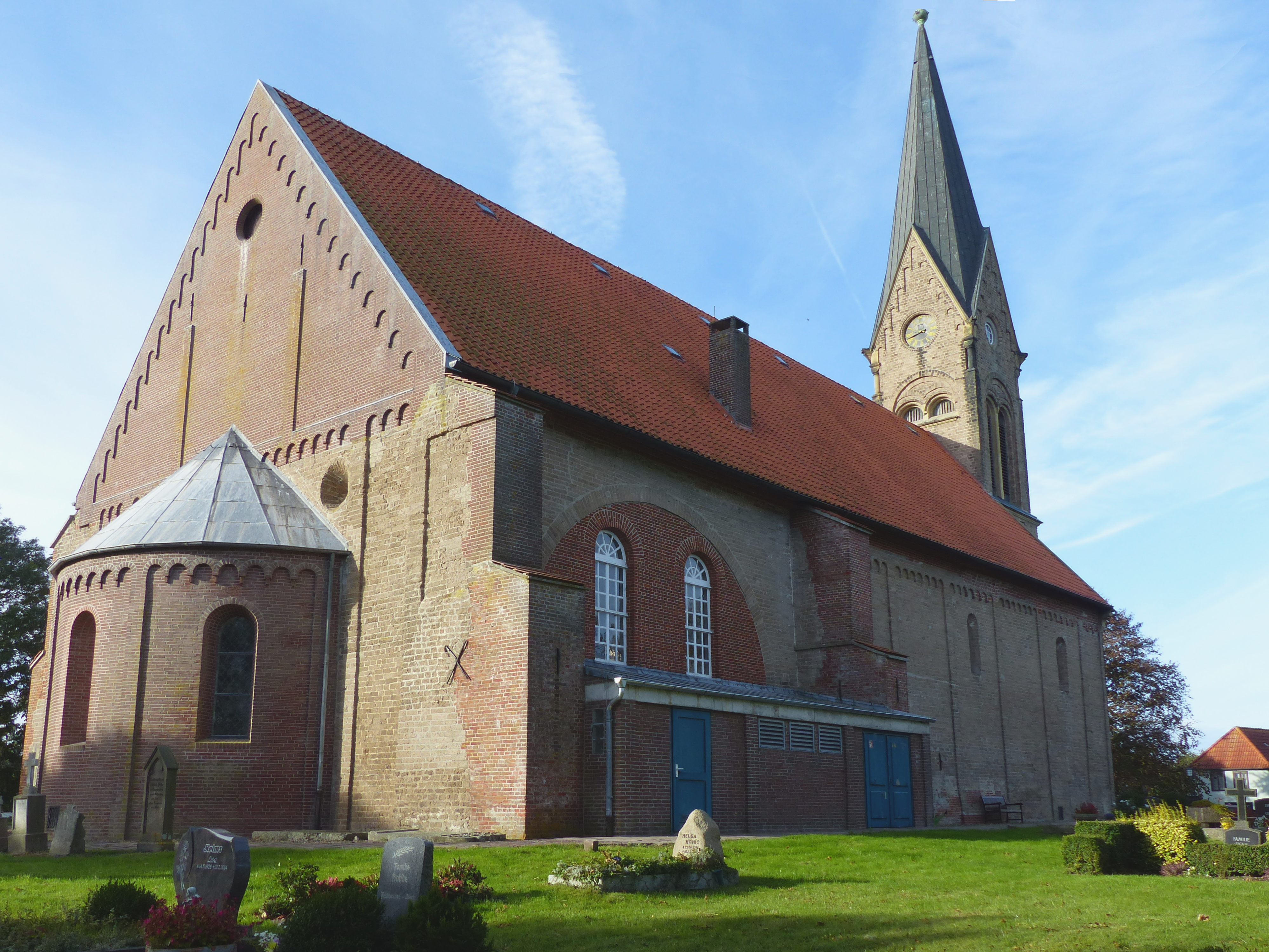
St. Laurentius-Kirche in Langwarden

Im Dorf Langwarden beherbergt die St. Laurentius-Kirche die älteste Orgel Butjadingens. Sie wurde 1650 wahrscheinlich von Hermann Kröger aus Berne in Zusammenarbeit mit Berendt Hus auf höchstem Niveau gebaut. Wenige Jahre später wurden die Pedaltürme ergänzt. Arp Schnitger baute 1704/05 die Orgel um, indem er die Mixturen und Zungenstimmen austauschte. Während Schnitgers Register später alle ersetzt wurden, ist das Werk von Kröger/Hus weitgehend original erhalten. Eine Besonderheit der bedeutenden Orgel ist die Konstruktion mit Springladen. Der damalige Turmreiter der Kirche (der heutige Kirchturm war damals noch nicht vorhanden) diente dem Mathematiker Carl Friedrich Gauß als Vermessungspunkt, und Langwarden war seit 1989 als Teil eines Vermessungsnetzes auf den 10-DM-Scheinen abgebildet.
Die Kunst Promenade erstreckt sich auf dem Weg von Burhave nach Fedderwardersiel. Bei einem vierwöchigen Bildhauersymposium unter der Leitung von Bernd Altenstein schufen sieben renommierte Künstler aus der Bundesrepublik Kunstwerke aus verschiedensten Materialien wie Holz, Stein, Metall und Marmor. Die Kunstwerke sind an der Kunst Promenade zu sehen.

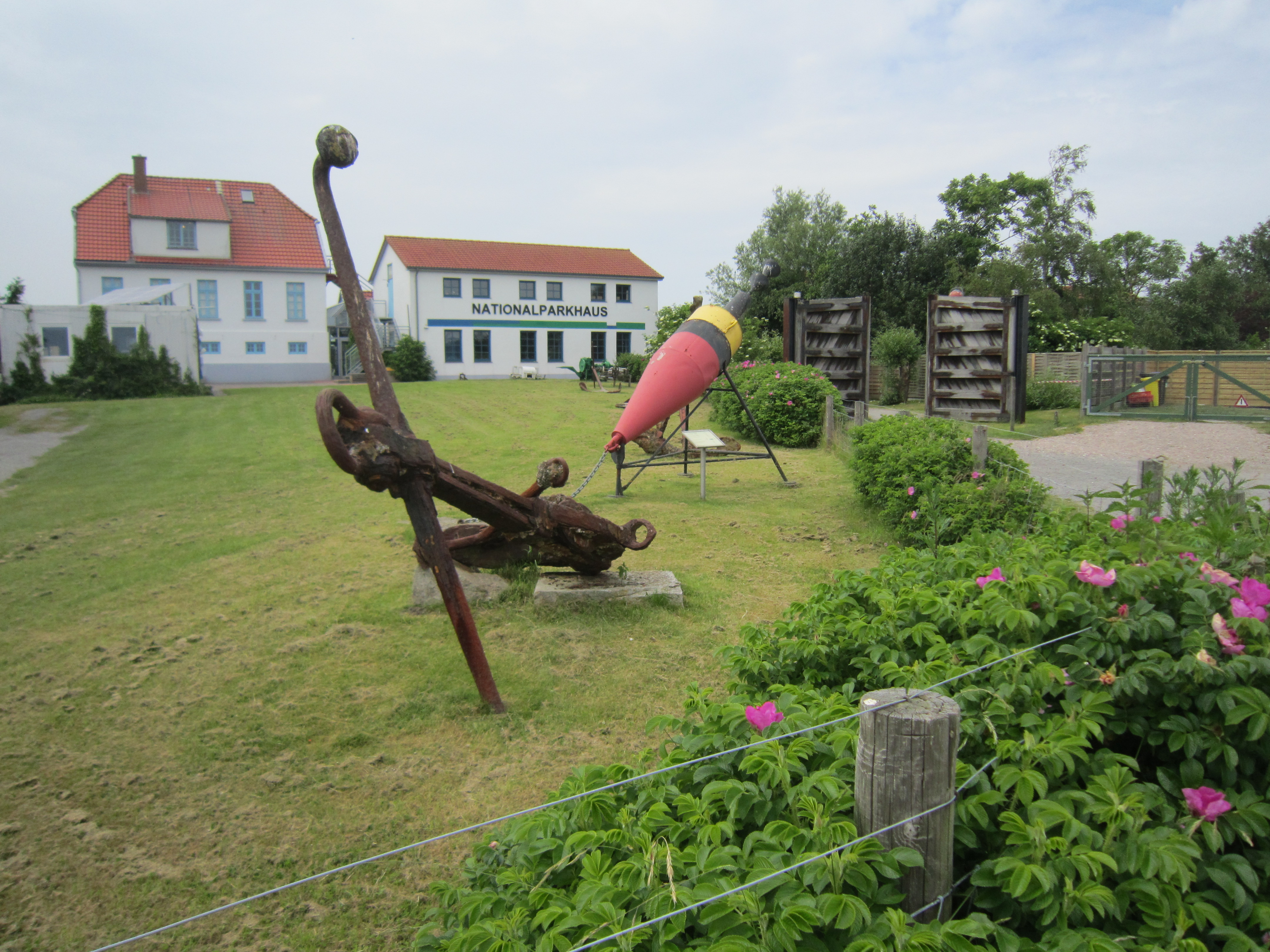
Museum Nationalparkhaus Fedderwardersiel mit Freigelände

Das Museum Nationalparkhaus Fedderwardersiel ist in einem denkmalgeschützten Gebäude aus dem Jahre 1846 untergebracht, das sich direkt am Fischereihafen von Fedderwardersiel befindet. Ursprünglich diente das Gebäude einmal als Steueramt des Großherzogtums Oldenburg. Seit 1994 zeigt das Museum eine abwechslungsreiche Ausstellung zu den natürlichen und kulturellen Seiten der „Butjenter Küste“. Schwerpunkte der Ausstellung bilden die Zugehörigkeit der Küste zum Nationalpark Niedersächsisches Wattenmeer, das Leben im niedersächsischen Wattenmeer sowie die Entwicklung des Naturschutzgedankens.
Die Galerie am Wehlhamm in Ruhwarden zeigt zum größten Teil Malereien, Grafiken und Kunsthandwerksarbeiten norddeutscher Künstler. Die Art der Werke variiert von Originalen zu limitierten Drucken, über Unikate aus Glas, Keramik und Holz, ebenso wie Skulpturen. Neben den Ausstellungen bietet die Galerie regelmäßig Vernissagen, Lesungen, Lichtbildervorträge und Seminare an. Die Galerie gehört zu den Mitbegründern der GEZEITEN Kunst- und Kulturwochen Butjadingen, einer bereits seit 1986 stattfindenden jährlichen Veranstaltungsreihe.

## Wirtschaft und Infrastruktur
Wirtschaftlich sind Landwirtschaft und Tourismus und in geringem Maße die Fischerei (hauptsächlich Krabben, von Einheimischen „Granat“ genannt), von Bedeutung.
Wichtige Fremdenverkehrsorte sind die Nordseebäder Tossens, Burhave, Eckwarderhörne, Ruhwarden, und als touristisches Kleinod der Hafen von Fedderwardersiel. Zur touristischen Erschließung wurden in der Gemeinde über 250 Kilometer ausgeschilderter Radwanderwege angelegt.

### Verkehr
Die Gemeinde wird über die Landesstraßen L 860, L 859 und L 855 erschlossen. Die L 860 bindet die Gemeinde an die Bundesstraße 212 an, die über den Wesertunnel südlich von Nordenham zur A 27 führt. Die L 855 führt zur Bundesstraße 437, über die man zur A 29 von Wilhelmshaven nach Oldenburg gelangt. Weiterhin bestehen Fährverbindungen über die Weser von Nordenham nach Bremerhaven und in den Sommermonaten über den Jadebusen von Eckwarderhörne nach Wilhelmshaven. Von Nordenham gibt es eine Bahnverbindung nach Bremen. Außerdem verkehrte zwischen 1908 und Ende 1968 die Butjadinger Bahn zwischen Nordenham und Eckwarderhörne quer durch die Halbinsel Butjadingen.

### Medien
Die Gemeinde Butjadingen liegt im Einzugsbereich zweier Tageszeitungen. Dies sind die Nordwest-Zeitung mit ihrem Lokalteil „Wesermarsch-Zeitung“ sowie die Kreiszeitung Wesermarsch.

### Bildung
In der Gemeinde Butjadingen gibt es eine Grundschule in Burhave, die als verlässliche Grundschule geführt wird. Die Trägerschaft liegt bei der Gemeinde. In der Trägerschaft des Landkreises Wesermarsch befindet sich eine Außenstelle der Kreisvolkshochschule Wesermarsch. Weiterführende Schule in der Gemeinde ist die Zinzendorfschule Tossens, eine staatlich anerkannte Schule in kirchlicher Trägerschaft mit einer Haupt- und Realschule sowie einem Gymnasium. Träger der Schule ist die Herrnhuter Brüdergemeine. Die Schule ist Regelschule für die Schüler der Gemeinde Butjadingen, steht aber auch Schülern aus den benachbarten Gemeinden offen.

## Umwelt
Der Halbinsel vorgelagert erstreckt sich das Wattenmeer zwischen den Mündungen von Jade und Weser etwa 23 km nach Nordwesten bis über die Insel Mellum hinaus. Es ist Teil des Nationalparks Niedersächsisches Wattenmeer. In Fedderwardersiel unterhält der Nationalpark ein Informationszentrum.
In Iffens, in der Nähe des Ortes Stollhamm, besteht seit 1978 die eigenständige Umweltstation Iffens. Ihre Arbeitsbereiche sind Umwelterziehung, Wattenmeer, Chemie und Umwelt, sowie die friesische Region. Eines der regionalen Butjadinger Projekte beschäftigt sich zum Beispiel mit der Obstkultur.

## Persönlichkeiten

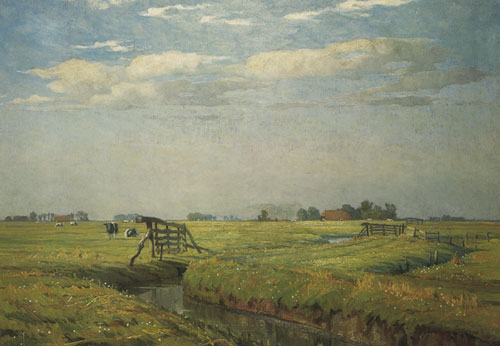
Wilhelm Morisse: Marschlandschaft in Butjadingen

- Sibrand Lubbert (* 1555/56; † 1625), reformierter Theologe
- Hinrich Janssen (* 1697; † 1737), Bauer und Dichter
- Eilert Köhler (* um 1710; † 1751), Orgelbauer
- Gerhard Friedrich von Buschmann (* 1780; † 1856), Diplomat, Staatsrat in russischen Diensten
- Heinrich Borchert Lübsen (* 1801; † 1864), Mathematiker
- Hinrich Dunkhase (* 1857; † 1905), Klootschießer, Förderer der Molkereiwirtschaft in Butjadingen
- Georg Müller vom Siel (* 1865; † 1939), Maler
- Theodor Meentzen (* 1875; † 1963),[A 1] Schriftsteller, Publizist
- Rudolf Theis Eden (* 1883; † 1925), Chirurg
- Georg Lammers (* 1905; † 1987), Leichtathlet
- Egon Lorenz (* 1934; † 2019), Rechtswissenschaftler
- Holger Ortel (* 1951), Politiker (SPD), von 1998 bis 2013 Bundestagsabgeordneter